# Unione Cristiana-Storica
L'Unione Cristiana-Storica (in olandese: Christelijk-Historische Unie - CHU) fu un partito politico dei Paesi Bassi operativo dal 1908 al 1980.
Si affermò dalla fusione tra due soggetti politici: il Partito Cristiano-Storico (Christelijk-Historische Partij), nato nel 1903 dalla confluenza tra Partito Libero-Antirivoluzionario (Vrij-Antirevolutionaire Partij) e Unione Elettorale Cristiana-Storica (Christelijk-Historische Kiezersbond); la Lega Frisone (Friese Bond), affermatasi nel 1898.
Di orientamento social-conservatore, raccoglieva le istanze ortodosse della Chiesa riformata e mirava a realizzare un ordinamento di tipo teocratico, differenziandosi così dal Partito Anti-Rivoluzionario che, per contro, sosteneva il modello imperniato sulla sovranità delle sfere.
Nel 1980 dette vita, insieme al Partito Popolare Cattolico e allo stesso Partito Anti-Rivoluzionario, ad una nuova formazione politica, Appello Cristiano Democratico.

## Risultati
| Elezione         | Voti    | %     | Seggi    |
| ---------------- | ------- | ----- | -------- |
| Legislative 1918 | 87.983  | 6,55  | 7 / 100  |
| Legislative 1922 | 318.669 | 10,88 | 11 / 100 |
| Legislative 1925 | 305.587 | 9,90  | 11 / 100 |
| Legislative 1929 | 354.548 | 10,49 | 11 / 100 |
| Legislative 1933 | 339.808 | 9,13  | 10 / 100 |
| Legislative 1937 | 302.829 | 7,46  | 8 / 100  |
| Legislative 1946 | 373.217 | 7,84  | 8 / 100  |
| Legislative 1948 | 452.926 | 9,18  | 9 / 100  |
| Legislative 1952 | 476.097 | 8,93  | 9 / 100  |
| Legislative 1956 | 482.918 | 8,43  | 13 / 100 |
| Legislative 1959 | 486.429 | 8,11  | 12 / 150 |
| Legislative 1963 | 536.801 | 8,58  | 13 / 150 |
| Legislative 1967 | 560.033 | 8,14  | 12 / 150 |
| Legislative 1971 | 399.106 | 6,32  | 10 / 150 |
| Legislative 1972 | 354.463 | 4,79  | 7 / 150  |